# Talking Rock
Talking Rock é uma cidade  localizada no estado americano de Geórgia, no Condado de Pickens.

## Demografia
Segundo o censo americano de 2000, a sua população era de 49 habitantes.
Em 2006, foi estimada uma população de 104, um aumento de 55 (112.2%).

## Geografia
De acordo com o United States Census Bureau tem uma área de 0,5 km², dos quais 0,5 km² cobertos por terra e 0,0 km² cobertos por água. Talking Rock localiza-se a aproximadamente 326 m acima do nível do mar.

## Localidades na vizinhança
O diagrama seguinte representa as localidades num raio de 24 km ao redor de Talking Rock.